# Dindica hepatica
Dindica hepatica là một loài bướm đêm trong họ Geometridae.